# Хендрикс, Ирен
Дезире Элен (Ирен) Хендрикс (фр. Desiree Hélène (Irene) Hendriks, 13 апреля 1958, Нгалиема, Бельгийское Конго) — нидерландская хоккеистка (хоккей на траве), полевой игрок. Олимпийская чемпионка 1984 года, двукратная чемпионка мира 1978 и 1983 годов, серебряный призёр чемпионата мира 1981 года, чемпионка Европы 1984 года.

## Биография
Ирен Хендрикс родилась 13 апреля 1958 года в районе Нгалиема в Бельгийском Конго (сейчас Демократическая Республика Конго).
Играла в хоккей на траве за «Остербек» и «Упвард» из Арнема.
Дважды выигрывала золотые медали чемпионата мира — в 1978 году в Мадриде и в 1983 году в Куала-Лумпуре. Кроме того, на её счету серебро чемпионата мира 1981 года в Буэнос-Айресе.
В 1984 году завоевала золотую медаль чемпионата Европы в Лилле.
В том же году вошла в состав женской сборной Нидерландов по хоккею на траве на летних Олимпийских играх в Лос-Анджелесе и завоевала золотую медаль. Играла в поле, провела 5 матчей, мячей не забивала.
В 1978—1985 годах провела за сборную Нидерландов 85 матчей, забила 12 мячей.
Завершила игровую карьеру в 1996 году.
По окончании карьеры стала тренером. Ассистировала главному тренеру «Упварда», была физиотерапевтом «Велпа», тренером «Остербека». Владеет фирмой, специализирующейся на холистическом массаже.